# Neohahnia ernsti
Neohahnia ernsti là một loài nhện trong họ Hahniidae.
Loài này thuộc chi Neohahnia. Neohahnia ernsti được Eugène Simon miêu tả năm 1897.